# Manuel Valdés
Juan Manuel Valdés de Yarza y Salazar né à Trinidad vers 1780 et mort à Ciudad Bolívar le 31 juillet 1845, est un militaire vénézuélien, combattant patriote au cours de la guerre d'indépendance du Venezuela.